# Togo en los Juegos Olímpicos de Barcelona 1992
Togo estuvo representado en los Juegos Olímpicos de Barcelona 1992 por seis deportistas masculinos que compitieron en dos deportes.
El equipo olímpico togolés no obtuvo ninguna medalla en estos Juegos.